# باکو (داکوتای شمالی)
باکو(به انگلیسی: Backoo) یک منطقهٔ مسکونی در ایالات متحده آمریکا است که در داکوتای شمالی واقع شده است. باکو ۲۷۷٫۹۸ متر بالاتر از سطح دریا واقع شده است.